# Bill Monroe

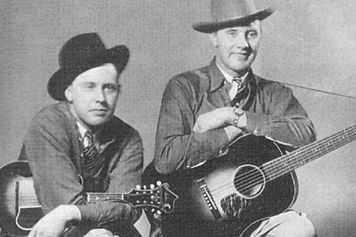
Bill och Charlie Monroe i mitten av 1930-talet.

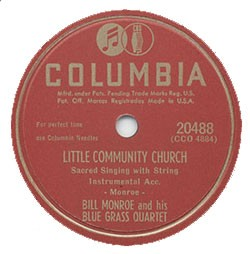
Singeln "Little Community Church" med Bill Monroe & his Bluegrass Quartet från 1947.

William "Bill" Smith Monroe, född 13 september 1911 i Rosine, Ohio County, Kentucky, död 9 september 1996 i Springfield, Tennessee, var en amerikansk sångare, mandolinspelare, orkesterledare och kompositör, känd som upphovsman till den musikstil inom countrymusik som kallas bluegrass, döpt efter Bill Monroes band "the Blue Grass Boys" efter Monroes hemstat Kentucky som är känd som "the Blue Grass State".
Monroe debuterade 1929 med sina bröder Charlie och Birch. Tillsammans bildade de trion Monroe Brothers. Bill lämnade Monroe Brothers 1938 för att starta sitt eget band. Med sin nya stil som var en blandning av traditionell amerikansk folkmusik, sydstats-gospel och blues med synkoperade rytmer och jazz-lika improvisationer slog de snabbt. Bill Monroe spelade in mängder av skivor och fortsatte att turnera till han fick en stroke i april 1996 och han avled den 9 september samma år 84 år gammal.
Monroe och hans bluegrassmusik har inspirerat mängder av musiker, både inom och utom countryn. Bill Monroe invaldes i Rock and Roll Hall of Fame år 1997.

## Diskografi (urval)
Singlar (med Charlie Monroe som The Monroe Brothers)
- 1936 – "What Would You Give In Exchange For You Soul" / "This World Is Not My Home"
- 1936 – "Drifting Too Far From The Shore" / "What Is Home Without Love"
- 1936 – "My Long Journey Home" / "Nine Pound Hammer"
- 1936 – "God Holds The Future In His Hand" / "Lonesome Valley"
- 1936 – "Darling Corey" / "Six Months Ain’t Long"
- 1936 – "Don’t Forget Me" / "Just A Song Of Old Kentucky"
- 1936 – "In My Dear Old Southern Home" / "On Some Foggy Mountain Top"
- 1936 – "Little Red Shoes" / "New River Train"
- 1936 – "Old Cross Road" / "We Read Of A Place That’s Called Heaven"
- 1936 – "My Saviour’s Train" / "I Dreamed I Searched Heaven"
- 1937 – "Where Is My Sailor Boy" / "Carter Family and Jimmie Rodgers In Texas"
- 1937 – "Roll In My Sweet Baby’s Arms" / "I’m Thinking Tonight Of The Old Folks"
- 1937 – "When The Saints Go Marchin’ In" / "Will The Circle Be Unbroken"
- 1937 – "Watermelon Hanging On The Vine" / "Forgotten Soldier Boy"
- 1937 – "Some Glad Day" / "I’m Ready To Go"
- 1937 – "What Would The Profit Be" / "I Have Found The Way"
- 1937 – "Katy Cline" / "Roll On Buddy, Roll On"
- 1937 – "I Am Going That Way" / "I’ll Live On"
- 1937 – "I’m Going" / "Do You Call That Religion"
- 1937 – "Weeping Willow Tree" / "Oh Hide You In The Lord"
- 1937 – "What Would You Give In Exchange For Your Soil, Pt. 2" / "What Would You Give In Exchange For Your Soil, Pt.3"
- 1937 – "He Will Set Your Fields On Fire" / "On My Way To Glory"
- 1937 – "All The Good Times Are Passed And Gone" / "Let Us Be Lovers Again"
- 1937 – "On That Old Gospel Ship" / "My Last Moving Day"
- 1938 – "Sinner You Better Get Ready" / "What Would You Gove In Exchange For Your Soul"
- 1938 – "On The Banks Of The Ohio" / "Fame Apart From God’s Aproval" (B-sidan med Uncle Dave Macon)
- 1938 – "Old Man’s Story" / "I’ve Still Got 99"
- 1938 – "Pearly Gates" / "On My Way Back Home"
- 1938 – "Have A Feast Here Tonight" / "Goodbye Maggie"
- 1938 – "Beautiful Live" / "When Our Lord Shall Come Again"
- 1938 – "Rollin’ On" / "Little Joe"

Singlar (som Bill Monroe and his Blue Grass Boys)
- 1940 – "Mule Skinner Blues" / "Six White Horses"
- 1940 – "No Letter In the Mail" / "Cryin' Holy Unto My Lord"
- 1940 – "Dog House Blues" / "Katy Hill"
- 1940 – "I Wonder If You Feel the Way I Do" / "Tennessee Blues"
- 1941 – "Blue Yodel No.7" / "In the Pines"
- 1941 – "The Coupon Song" / "Orange Blossom Special"
- 1941 – "Shake My Mother's Hand For Me" / "Were You There"
- 1941 – "Honky Tonk Swing" / "Back Up and Push"
- 1945 – "Rocky Road Blues" / "Kentucky Waltz"
- 1945 – "True Life Blues" / "Footprints In the Snow"
- 1946 – "Mansions For Me" / "Mother's Only Sleeping"
- 1946 – "Blue Yodel No.4" / "Will You Be Loving Another Man?"
- 1946 – "Goodbye Old Pal" / "Blue Moon of Kentucky"
- 1946 – "Blue Grass Special" / "How Will I Explain About You"
- 1947 – "Shine Hallelujah Shine" / "I'm Travelin' On and On"
- 1947 – "My Rose of Old Kentucky" / "Sweetheart You Done Me Wrong"
- 1947 – "I Hear A Sweet Voice Calling" / "Little Cabin Home On the Hill"
- 1947 – "That Home Above" / "Little Community Church"
- 1947 – "Summertime Is Past and Gone" / "Wicked Path of Sin"
- 1948 – "It's Mighty Dark To Travel" / "When You Are Lonely"
- 1948 – "Toy Heart" / "Bluegrass Breakdown"
- 1948 - "The Old Cross Road" / "Remember the Cross"
- 1948 – "Heavy Traffic Ahead" / "Along About Daybreak"
- 1948 – "I'm Going Back To Old Kentucky" / "Molly and Tenbrooks"
- 1949 – "The Girl In the Blue Velvet Band" / "Bluegrass Stomp"
- 1949 – "Can't You Hear Me Calling" / "Travelin' This Lonesome Road"
- 1950 – "New Mule Skinner Blues" / "My Little Georgia Rose"
- 1950 – "The Old Fiddler" / "Alabama Waltz"
- 1950 – "I'm Blue, I'm Lonesome" / "Boat of Love"
- 1950 – "Bluegrass Ramble" / "Memories of You"
- 1950 – "Uncle Pen" / "When the Golden Leaves Begin To Fall"
- 1951 - "On the Old Kentucky Shore" / "Poison Love"
- 1951 – "Lord Protect My Soul" / "River of Death"
- 1951 – "Kentucky Waltz" / "Prisoner's Song"
- 1951 – "Swing Low, Sweet Chariot" / "Angels Rock Me To Sleep"
- 1951 – "Rotation Blues" / "Lonesome Truck Driver's Blues"
- 1951 – "I'll Meet You In Church Sunday Morning" / "Get Down On Your Knees and Pray"
- 1951 – "Highway of Sorrow" / "Sugar Coated Love"
- 1951 – "Brakeman's Blues" / "Travelin' Blues"
- 1951 – "Christmas Time's A-Coming" / "The First Whippoorwill"
- 1952 – "Raw Hide" / "Letter From My Darling"
- 1952 – "I'm On My Way To the Old Home" / "The First Whippoorwill"
- 1952 – "When the Cactus Is In Bloom" / "Sailor's Plea"
- 1952 – "Pike County Breakdown" / "A Mighty Pretty Waltz"
- 1952 – "Footprints In the Snow" / "In the Pines"
- 1953 – "You're Drifting Away" / "Walking In Jerusalem"
- 1953 – "Cabin of Love" / "Country Waltz"
- 1954 – "Memories of Mother and Dad" / "The Little Girl and the Dreadful Snake"
- 1954 – "I Hope You Have Learned" / "Wishing Waltz"
- 1954 – "Y'all Come" / "Changing Partners"
- 1954 – "Get Up John" / "White House Blues"
- 1954 – "Happy On My Way" / "He Will Set Your Fields On Fire"
- 1955 – "Blue Moon of Kentucky" / "Close By"
- 1955 – "I'm Working On A Building" / "A Voice From On High"
- 1955 – "Cheyenne" / "Roanoke"
- 1955 – "Wait A Little Longer, Please Jesus" / "Let the Light Shine Down On Me"
- 1956 – "Put My Little Shoes Away" / "Wheel Hoss"
- 1956 – "On and On" / "I Believed In You Darling"
- 1957 – "You'll Find Her Name Written There" / "Sitting Alone In the Moonlight"
- 1957 – "A Fallen Star" / "Four Walls"
- 1958 – "Molly and Tenbrooks" / "I'm Sitting On the Top of the World"
- 1958 – "Sally-Jo" / "Brand New Shoes"
- 1959 – "Panhandle Country" / "Scotland"
- 1959 – "Gotta Travel On" / "No One But My Darlin' "
- 1959 – "Tomorrow I'll Be Gone" / "Dark As the Night, Blue As the Day"
- 1960 – "Lonesome Wind Blues" / "Come Go With Me"
- 1961 – "Precious Memories" / "Jesus Hold My Hand"
- 1961 – "Linda Lou" / "Put My Rubber Doll Away"
- 1961 – "Blue Grass Part 1" / "Flowers of Love"
- 1962 – "Toy Heart" / "Danny Boy"
- 1963 – "Blue Ridge Mountain Blues" / "How Will I Explain About You"
- 1963 – "There Was Nothing We Could Do" / "Big Sandy River"
- 1963 – "New John Henry Blues" / "Devil's Dream"
- 1964 – "Darlin' Corey" / "Salt Creek"
- 1964 – "Shenandoah Breakdown" / "Mary At the Home Place"
- 1965 – "Jimmie Brown, the Newsboy" / "Cindy"
- 1965 – "I Live In the Past" / "There's An Old, Old House"
- 1966 – "Going Home" / "Master Builder"
- 1967 – "When My Blue Moon Turns To Gold Again" / "Pretty Fair Maiden In the Garden"
- 1968 – "Train 45" / "Is the Blue Moon Still Shining"
- 1968 – "The Gold Rush" / "Virginia Darlin' "
- 1969 – "I Haven't Seen Mary In Years" / "Crossing the Cumberlands"
- 1969 – "Fireball Mail" / "With Body and Soul"
- 1970 – "Bonny" / "Sweet Mary and the Miles In Between"
- 1970 – "Walk Softly On My Heart" / "McKinley's March"
- 1971 – "Going Up Caney" / "Tallahassee"
- 1972 – "My Old Kentucky and You" / "Lonesome Moonlight Waltz"
- 1973 – "Foggy Mountain Top" / "Tall Pines"
- 1973 – "Down Yonder" / "Swing Low, Sweet Chariot"
- 1977 – "My Sweet Blue Eyed Darling" / "Monroe's Blues"

Studioalbum
- 1958 – Knee Deep In Bluegrass
- 1959 – I Saw the Light
- 1961 – Mr Bluegrass
- 1962 – Bluegrass Ramble
- 1963 – Bluegrass Special
- 1964 – I'll Meet You In Church Sunday Morning
- 1967 – Bluegrass Time
- 1972 – Uncle Pen
- 1973 – Bill & James Monroe - Father and Son
- 1974 – Road of Life
- 1976 – Weary Traveller
- 1977 – Bluegrass Memories
- 1978 – Bill & James Monroe - Together Again
- 1981 – Master of Bluegrass
- 1983 – Bill Monroe and Friends
- 1985 – Stars of the Bluegrass Hall of Fame
- 1987 – Bluegrass ' 87
- 1988 – Southern Flavor
- 1991 – Cryin' Holy Unto the Lord

Livealbum
- 1973 – Bean Blossom
- 1975 – Bill Monroe & Doc Watson - Sings Country Songs
- 1976 – Bill Monroe's Bluegrass Festival
- 1979 – Bean Blossom '79
- 1980 – Radio Shows 1946-48
- 1981 – Orange Blossom Special
- 1982 – Live Radio
- 1989 – Live At the Opry
- 1993 – Live Recordings 1956-69 Vol.1
- 1993 – Bill Monroe & Doc Watson - Live Duet Recordings
- 1999 – Live From Mountain Stage
- 2001 – Live Vol.1
- 2002 – Live At Vanderbilt
- 2003 – Two Days At Newport 1963
- 2004 – Live At Mechanics Hall
- 2005 – 200th Show At the Brown County Jamboree Barn